# Chaperone dược lý
Chaperone dược lý hoặc Pharmacoperone là một loại phân tử hoạt động như một protein chaperone, chứa các phân tử kích thước nhỏ đi vào tế bào, đóng vai trò tái cuộn gập các protein đột biến (trước đó bị cuộn gập sai) và định tuyến chính xác trong tế bào.
Đột biến protein thường gây ra sự cuộn gập sai cho cấu trúc bậc cao của phân tử, dẫn đến việc định tuyến sai protein trong tế bào. Theo đó, các phân tử đột biến có thể vẫn có được chức năng thích hợp nhưng lại nằm ở các vị trí không phù hợp với chức năng đó trong tế bào, hoặc thậm chí có hại đối với chức năng tế bào. Các protein cuộn gập sai thường được hệ thống kiểm soát chất lượng của tế bào nhận diện và được giữ lại (và thường bị phá hủy hoặc tái chế) trong lưới nội chất.
Các chaperone dược lý điều chỉnh sự tái cuộn gập các protein bị gập sai, cho phép chúng đi qua hệ thống kiểm soát chất lượng của tế bào và được định tuyến chính xác. Vì đột biến thường gây ra bệnh bằng cách tạo ra sự cuộn gập sai và định tuyến sai, các chaperone dược lý chính là các tác nhân điều trị tiềm năng do có thể sửa chữa khiếm khuyết này.
Các bệnh có thể chỉ định phương pháp này gồm bệnh tiểu đường, bệnh đục thủy tinh thể di truyền và bệnh xơ nang.

## Ví dụ
- Migalastat là một chaperone dược lý hỗ trợ điều trị bệnh Fabry.
- Năm 2013, những con chuột mắc chứng bệnh khiến con đực không thể có con đã được chữa khỏi bằng cách sử dụng chaperone dược lý.[1][2]